# 徐雲祥
徐雲祥，浙江上虞人，清朝政治人物。进士出身。
雍正二年（1724年），擔任清朝廣州府新安縣知縣。后由毆崛生接任。